# Monadenia (Tiergattung)
Die Gattung Monadenia ist die einzige Gattung der Familie Monadeniidae aus der Unterordnung der Landlungenschnecken (Stylommatophora). Sie kommt nur im westlichen Nordamerika von Alaska bis Kalifornien vor. Insgesamt sind knapp 20 Arten, Unterarten und Farbvarianten beschrieben.

## Merkmale
Die Gehäuse sind meist flachkonisch bis abgeflacht. Die Schale ist nur mäßig dick bis eher dünn. Der letzte Umgang bildet häufig am Außenrand einen Kiel aus. Im Adultstadium fällt das Ende des letzten Umgangs oft sehr deutlich aus der Windungsebene ab. Die Farbe der Gehäuse ist meist hell- bis dunkelbraun, oft mit einem dunklen Spiralband über der Peripherie des Umgangs. Es wird von helleren Zonen darunter und darüber begrenzt. Es kommen aber auch Gehäuse vor, die einheitlich gelblich oder schwärzlich sind. Die Oberfläche des Embryonalgehäuses bzw. der embryonal gebildeten Umgänge ist dicht gekörnt. Die späteren Windungen tragen feine Radialstreifen, die sich mit feinen Spiralstreifen kreuzen können. Die Mündung ist oval und immer schräg zur Windungsachse. Der untere Rand ist häufig umgebogen. Der Nabel ist eng und meist offen. Die Kiefer zeigen starke Rippen. Die Gattung bzw. Familie ist durch das Fehlen des Divertikulums charakterisiert, eines Merkmals im männlichen Teil des Geschlechtsapparates. Die Tiere besitzen nur einen Liebespfeil, der zweischneidig ist.

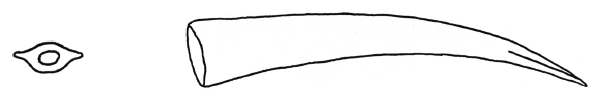
Liebespfeil von Monadenia fidelis

## Vorkommen, Lebensweise und Verbreitung
Die Arten der Gattung bzw. der Familie leben ausschließlich in den küstennahen Gebieten im Westen Nordamerikas. Das Verbreitungsgebiet reicht von Alaska im Norden bis zur Bucht von San Francisco in Kalifornien. Auf der Höhe der Bucht von San Francisco reicht das Vorkommen landeinwärts bis zum Mariposa County. 

## Systematik
Die Familie wird von Schileyko (2005) in die Überfamilie Xanthonychoidea gestellt, die allerdings von Bouchet & Rocroi (2005) nicht anerkannt wird. Nordsieck (2006) weist zudem darauf hin, dass die Familie Xanthonychidae polyphyletisch ist. Letztere Autoren stellen sie daher in die Überfamilie Helicoidea. Die Familie Monadeniidae enthält derzeit nur eine Gattung, die von Schileyko (2005) allerdings in drei Untergattungen unterteilt wird:
- Familie Monadeniidae Nordsieck, 1987
  - Gattung Monadenia Plsbry, 1895
    - Untergattung Monadenia (Monadenia) Pilsbry, 1895
    - Untergattung Monadenia (Shastelix) Roth, 1981
    - Untergattung Monadenia (Corynadenia) Berry, 1940

Arten ohne Zuordnung zu einer bestimmten Untergattung
- Monadenia callipeplus Berry, 1940
- Monadenia chaceana Berry, 1940
- Monadenia churchi Hanna Smith, 1933
- Monadenia circumcarinata (Stearns, 1879)
- Monadenia cristulata Berry, 1940
- Monadenia fidelis (J.E. Gray, 1834)
- Monadenia hillebrandi (Newcomb, 1864)
- Monadenia infumata (Gould, 1855)
- Monadenia marmarotis Berry, 1940
- Monadenia mormonum (Pfeiffer, 1857)
- Monadenia rotifer Berry, 1940
- Monadenia scottiana Berry, 1940
- Monadenia setosa Talmadge, 1952
- Monadenia troglodytes Hanna & Smith, 1933
- Monadenia tuolumneana Berry, 1955
- Monadenia yosemitensis (Lowe, 1916)

## Phylogenie
Nach Koene und Schulenburg (2005) sind die drei nordamerikanischen Familien Humboldtianidae, Helminthoglyptidae und Monadeniidae näher miteinander verwandt und bilden ein Monophylum, das den Schnirkelschnecken (Helicidae) gegenübersteht. Innerhalb des Monophylum bilden  Humboldtianidae und  Helminthoglyptidae ein Monophylum, das die Schwestergruppe der Monadeniidae darstellt.
|  | \| \| Helminthoglyptidae \| \| \| \| \| \| Humboldtianidae \| \| \| \| |
|  |                                                                        |
|  | Monadeniidae                                                           |
|  |                                                                        |
|  | Helminthoglyptidae                                                     |
|  |                                                                        |
|  | Humboldtianidae                                                        |
|  |                                                                        |

|  | Helminthoglyptidae |
|  |                    |
|  | Humboldtianidae    |
|  |                    |

|  | \| \| Helminthoglyptidae \| \| \| \| \| \| Humboldtianidae \| \| \| \| |
|  |                                                                        |
|  | Monadeniidae                                                           |
|  |                                                                        |
|  | Helminthoglyptidae                                                     |
|  |                                                                        |
|  | Humboldtianidae                                                        |
|  |                                                                        |

|  | Helminthoglyptidae |
|  |                    |
|  | Humboldtianidae    |
|  |                    |

|  | \| \| Helminthoglyptidae \| \| \| \| \| \| Humboldtianidae \| \| \| \| |
|  |                                                                        |
|  | Monadeniidae                                                           |
|  |                                                                        |
|  | Helminthoglyptidae                                                     |
|  |                                                                        |
|  | Humboldtianidae                                                        |
|  |                                                                        |

|  | Helminthoglyptidae |
|  |                    |
|  | Humboldtianidae    |
|  |                    |

|  | \| \| Helminthoglyptidae \| \| \| \| \| \| Humboldtianidae \| \| \| \| |
|  |                                                                        |
|  | Monadeniidae                                                           |
|  |                                                                        |
|  | Helminthoglyptidae                                                     |
|  |                                                                        |
|  | Humboldtianidae                                                        |
|  |                                                                        |

|  | Helminthoglyptidae |
|  |                    |
|  | Humboldtianidae    |
|  |                    |